# Val Camonica

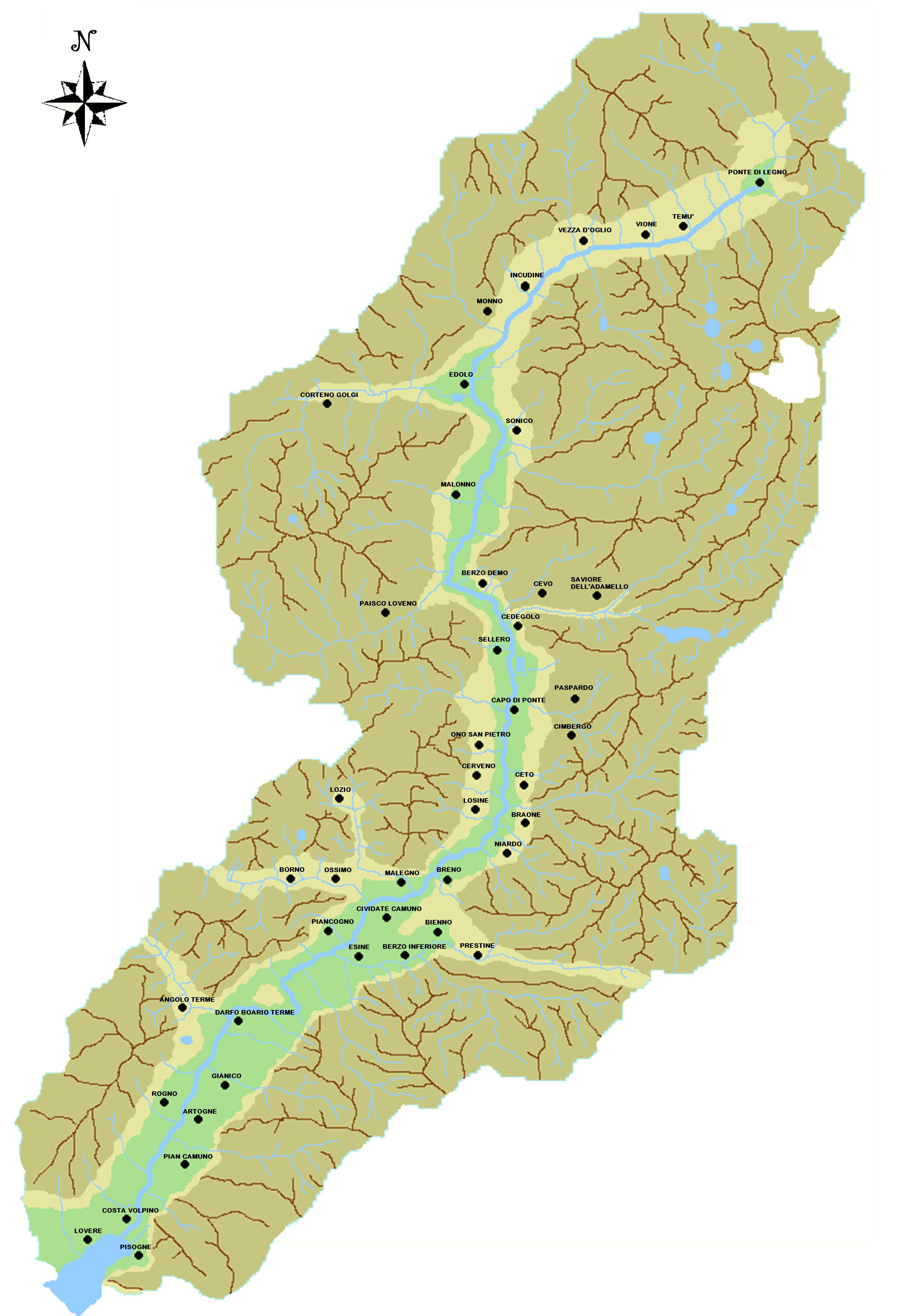
Valle Camonica

Val Camonica är en dal i den italienska provinsen Brescia, Lombardiet. 
Dalen innehåller den största samlingen hällristningar i Italien. Området, som är mer än 70 km långt, innehåller över 300 000 målningar. De äldsta målningarna är ca 10 000 år gamla. De mest kända hällristningarna upptäcktes av Walter Laeng 1909. De befinner sig i närheten av Cemmo. 
1979 kom området med på Unescos lista över världsarv.

## Parker med hällristningar
| N° | Namn                                                             | Kommun                         | Koordinater                                   | Hällristningar |
| -- | ---------------------------------------------------------------- | ------------------------------ | --------------------------------------------- | -------------- |
| 1. | Parco nazionale delle incisioni rupestri di Naquane              | Capo di Ponte                  | 46°01′32″N 10°20′57″Ö / 46.02556°N 10.34917°Ö |                |
| 2. | Parco archeologico nazionale dei Massi di Cemmo                  | Capo di Ponte                  | 46°01′52″N 10°20′20″Ö / 46.03111°N 10.33889°Ö |                |
| 3. | Parco archeologico comunale di Seradina-Bedolina                 | Capo di Ponte                  | 46°02′00″N 10°20′29″Ö / 46.03333°N 10.34139°Ö |                |
| 4. | Parco archeologico di Asinino-Anvòia                             | Ossimo                         | 45°57′19″N 10°14′47″Ö / 45.95528°N 10.24639°Ö |                |
| 5. | Parco comunale delle incisioni rupestri di Luine                 | Darfo Boario Terme             | 45°53′20″N 10°10′46″Ö / 45.88889°N 10.17944°Ö |                |
| 6. | Parco comunale archeologico e minerario di Sellero               | Sellero                        | 46°03′26″N 10°20′29″Ö / 46.05722°N 10.34139°Ö |                |
| 7. | Parco archeologico comunale di Sonico                            | Sonico                         | 46°10′7″N 10°21′20″Ö / 46.16861°N 10.35556°Ö  |                |
| 8. | Riserva naturale Incisioni rupestri di Ceto, Cimbergo e Paspardo | Ceto (Nadro) Cimbergo Paspardo | 46°01′6″N 10°21′10″Ö / 46.01833°N 10.35278°Ö  |                |